# Einblattholzschnitt
Als Einblattholzschnitt bezeichnet man die frühesten Werke des Bilddruckes in Mitteleuropa, die zwischen 1400 und 1550 als Einzelblätter unabhängig von Buch- und Textdrucken hergestellt wurden. Voraussetzung für ihre Entstehung war das Vorhandensein von Papier. Einblattholzschnitte zählen zu den Höhepunkten linearer Ausdruckskunst.

## Erhalten gebliebene Einblattholzschnitte

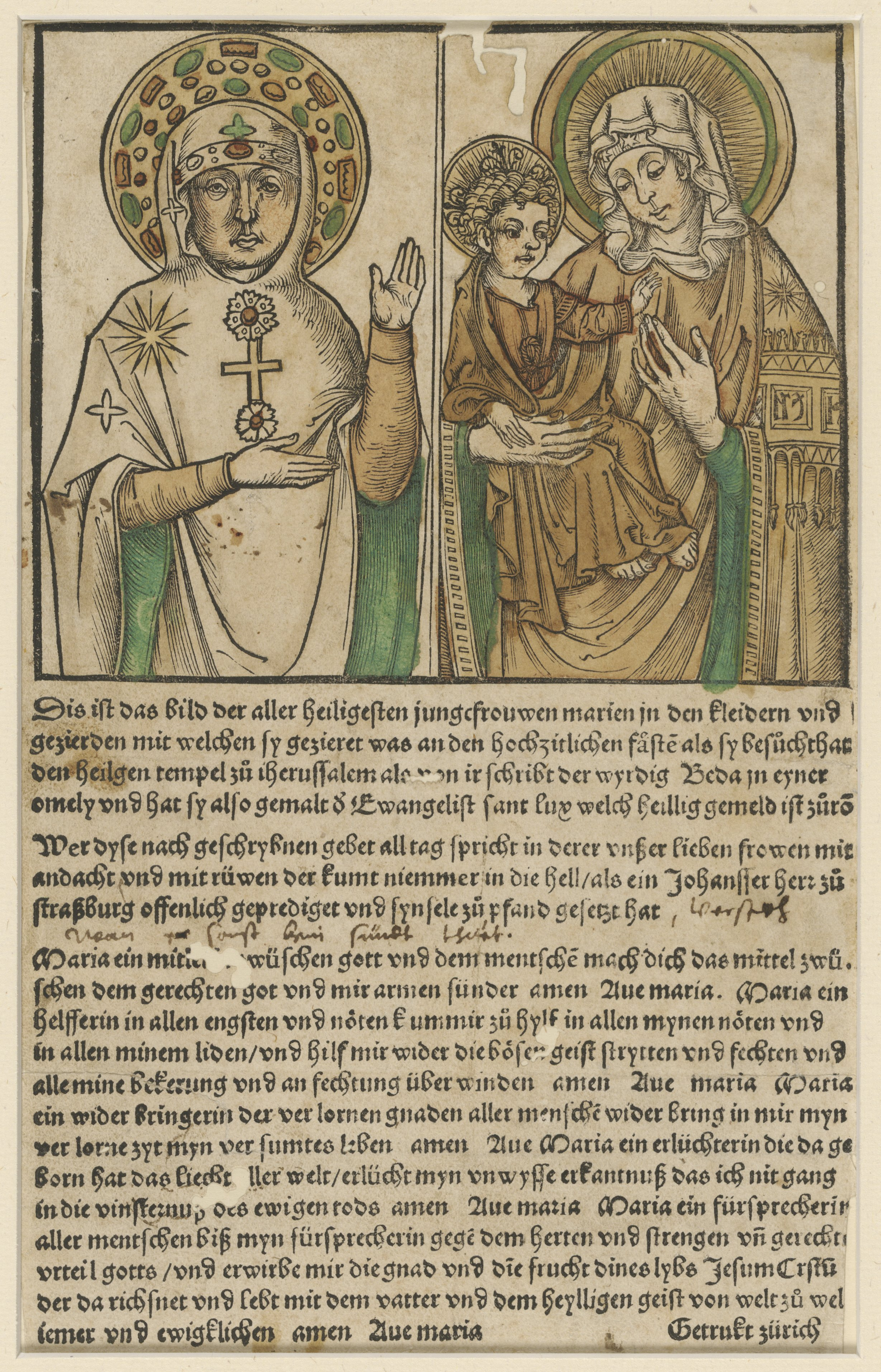
Doppelporträt der Madonna, Einblattholzschnitt, erschienen beim Drucker Hans Rüegger in Zürich um 1503

Erhalten sind rund 3400 Exemplare, die sich u. a. in den Sammlungen von Berlin, London, München, Paris, Wien und Zürich befinden. Die Zürcher Blättersammlung Wickiana zählt beispielsweise 439 Drucke aus dem 16. Jahrhundert. Die Ansicht der Wissenschaftler, welche der aufgefundenen Blätter die ältesten sind, gehen auseinander. Als einer der ältesten erhaltenen Einblattdrucke gilt ein um 1410 entstandener Holzschnitt mit der Darstellung „Christus in der Kelter“ (Nürnberg, Germanisches Nationalmuseum). Erhalten geblieben ist jedoch auch ein in Mâcon, Frankreich, aufgefundenes Fragment einer Kreuzigungsdarstellung, das wahrscheinlich aus der Zeit zwischen 1370 und 1380 stammt.

## Geschichte des Einblattholzschnittes
Vor der Entstehung der Einblattholzschnitte im 15. Jahrhundert waren religiöse Bilder den meisten Bevölkerungsgruppen nur in  Kirchen zugänglich. Der private Erwerb von Ölbildern war auf Adel und hohe Geistlichkeit begrenzt, die als einzige die dazu nötigen finanziellen Mittel besaßen.  Dies änderte sich mit der Entwicklung des Holzschnittes, dessen Entstehen mit dem wachsenden Bedürfnis nach privaten Andachtsbildern einhergeht und als Reaktion darauf verstanden werden kann (nach Ansicht einiger Autoren sogar verstanden werden muss). Mit dem neuen Medium des Einblattholzschnittes war es weiten Kreisen möglich, religiöse Bilder zu erwerben. Die Zunahme des privaten Bildbesitzes steht deshalb in enger Wechselbeziehung zu einem sich eher ins Private zurückziehendem religiösen Verhaltens, bei dem die private „Zwiesprache“ mit Gott an Bedeutung gegenüber der gemeinsamen liturgischen Feier in der Kirche zunahm. Eine Besonderheit sind die sogenannten Pestblätter; sie zeigten im 1. Viertel des 15. Jahrhunderts zunächst die als Pesthelfer verehrten Heiligen (wie beispielsweise Johannes der Täufer oder der Hl. Sebastian), nach der Erfindung des Buchdrucks trugen die Blätter dann auch Gebetstexte und schließlich sogar medizinische Ratschläge zur Vorbeugung und Bekämpfung der Seuche.
Als Kunstwerke wurden die Blätter von Käufern dabei nicht verstanden – sie waren Gebrauchsgüter. Auch aufgrund dieser Tatsache sind daher nur wenige Blätter bis heute erhalten geblieben. Bei den wenigen, die heute in Museen aufbewahrt werden, geschah die Erhaltung meist zufällig. In sparsamen Klöstern wurden sie als Vorsatzpapiere in Bücher eingeklebt und erst im 19. und 20. Jahrhundert mitsamt ihrer kunsthistorischen Bedeutung wiederentdeckt.
In ihrer Weiterentwicklung wurden Einblattholzschnitte zu so genannten Blockbüchern zusammengefasst.

## Merkmale des Einblattholzschnittes
Einblattholzschnitte  zeichnen sich dadurch aus, dass sie nur einen Schöndruck (Vorderseite) und keinen Widerdruck (Rückseite) kennen (daher der Name Einblattholzschnitt). Sie wurden häufig als so genannte Reiberdrucke hergestellt. Die „Einseitigkeit“ der Einblattholzschnitte war drucktechnisch bedingt. Der verwendete Reiberdruck ermöglichte keinen Druck auf der Rückseite ohne Beschädigung der Vorderseite.
Die Figuren des Einblattholzschnittes sind in der Regel klar und übersichtlich gezeichnet, ohne Berücksichtigung einer räumlichen und körperlichen Wirkung. Häufig waren sie für ein nachträgliches, manuelles Kolorieren gedacht und deshalb in ihrer Darstellung auf Umrisslinien beschränkt.